# جین شدن
جِیْن شدن (انگلیسی: Becoming Jane) فیلمی در ژانر زندگینامه‌ای، رمانتیک و درام است که در سال ۲۰۰۷ منتشر شد.

## بازیگران
- ان هتوی
- جیمز مک‌آووی
- جولی والترز
- جیمز کرامول
- مگی اسمیت
- جو اندرسون
- لاورنس فاکس
- هلن مک‌کروری
- ایان ریچاردسون
- لوسی چوهو
- سوفی واواسور